# Sasaki Tsunetaka

Sasaki Tsunetaka. Foi um Kugyō (nobre) do período Heian da história do Japão. Foi também um Bushō (Comandante Militar). Foi o segundo filho de Sasaki Hideyoshi .
Por seu pai apoiar Minamoto no Yoshitomo na Rebelião Heiji foi exilado com seus irmãos pelos Taira. Durante vinte anos, Hideyoshi e seus filhos, incluindo Tsunetaka, ficaram sob os cuidados de Shibuya Shigekuni na província oriental de Sagami. Durante este período, eles cresceram perto de Minamoto no Yoritomo em Izu, posteriormente, tornaram-se seus fiéis seguidores. Na esteira da vitória de Minamoto na Guerra Genpei (1180-1185), Tsunetaka foi nomeado Shugo de Awa .
A Guerra Jōkyū de 1221, foi o primeiro teste de força do Shogunato, dividindo muitos clãs em campos opostos. No Clã Sasaki, Tsunetaka e seu sobrinho Hirotsuna filho de Sasaki Sadatsuna aliaram-se ao Imperador Go-Toba e lutou contra Nobutsuna irmão de Hirotsuna, que estava no lado do Bakufu. Com a vitória do Bakufu, Tsunetaka comete Seppuku, o cargo de Shugo passa então a seu filho  Sasaki Takashige.
| Precedido por Ninguém | 1º Shugo da Awa 1187 - 1221 | Sucedido por Sasaki Takashige |